# Stanislav Kosior
Stanislav Vikentievici Kosior ori Koisor (în limbile rusă: Станислав Викентьевич Косиор, ucraineană: Станіслав Вікентійович Косіор, poloneză: Stanisław Koisor) (*6 noiembrie (stil vechi) /18 noiembrie (stil nou) 1889 – †26 februarie 1939), a fost un politician sovietic de etnie poloneză, cel mare dintre cei frați Kosior implicați în politică. El a ocupat funcția de secretar general (după 23 ianuarie 1934 funcția a fost redenumită „prim secretar”) al Partidului Comunist Ucrainean și adjunct al prim-ministrului Sovietului Comisarilor Poporului al Uniunii Sovietice.
El este considerat ca fiind unul dintre principalii responsabili pentru declanșarea foametei din Ucraina sovietică – Holodomorul. A fost arestat de către NKVD, judecat și executat în cadrul epurărilor staliniste.

## Biografie
Stanisław Kosior s-a născut în 1889 la Węgrów, gubernia Siedlce a Poloniei aflată sub dominația Imperiului Rus, ca fiu al unui muncitor industrial foarte sărac. Forțat de sărăcie, Stanislav Kosior a emigrat în Iuzovka (Donețk), unde a început să lucreze ca muncitor într-o fabrică siderurgică. În 1907 a devenit membru al Partidului Social-Democrat al Muncii și a devenit în scurtă vreme liderul organizației locale. În 1913 a fost transferat pe linie de partid la Moscova, apoi la Kiev și Harkov. În Ucraina, s-a ocupat cu organizarea celulelor locale ale organizațiilor comuniste. A fost arestat de Ohrana (poliția secretă imperială rusă) și a fost exilat în Siberia.
După Revoluția din Februarie s-a mutat la Petrograd, unde a condus organizația locală a bolșevicilor și a fost președintele sovietului municipal Narva. După Revoluția din Octombrie, Kosior s-a mutat în fostele teritorii ale Imperiului Rus ocupate de Imperiul German – Ober-Ost și Ucraina – unde a încercat să organizeze celule locale ale bolșevicilor. După semnarea Tratatului de la Brest-Litovsk, Kosior s-a mutat în Rusia, unde a devenit unul dintre liderii Partidului Comunist al Uniunii Sovietice. În 1928 a devenit lider al Partidului Comunist al RSS Ucrainene. Una dintre sarcinile sale a fost punerea în aplicare a politicii de colectivizare a agriculturii în Ucraina. Rezultatul imediat al colectivizării și deculacizării agriculturii ucrainene a fost marea foamete din 1932 – 1933.
În 1930 a fost ales membru al Politburo și în 1935 a fost decorat cu Ordinul Lenin pentru „succesele remarcabile în domeniul agriculturii”.
În ianuarie 1938 a fost numit adjunct al prim-ministrului Sovietului Comisarilor Poporului al Uniunii Sovietice și președinte al Comisiei de control al guvernului URSS. Cariera sa politică a fost întreruptă brusc în timpul Marii Epurări, când pe 3 mai 1938, la ordinul expres al lui I. V. Stalin, S. Kosior a fost destituit din toate posturile de partid și apoi arestat de NKVD, sub acuzația de fi membru al așa-numitei „Organizații militare poloneze”. Pe 26 februarie 1939 a fost condamnat la moarte și executat în aceeași zi de către generalul Vasili Blohin. După moartea sa, în jurul lui Stanislav Kosior s-a ridicat un zid al tăcerii, numele, scrierile și fotografiile sale fiind la rândul lor epurate din documentele oficiale. Pe 14 martie 1956, S. Kosior a fost reabilitat post mortem, dar pe 13 ianuarie 2010, Curtea de Apel din Kiev l-a declarat pe deplin vinovat pentru crime politice.

### Memoria lui Kosior
În anul 2009, după o campanie de strângere de semnături ale cetățenilor Ucrainei, statuia lui Kosior din cartierul Luhianivka din Kiev a fost demolată, în ciuda protestelor comuniștilor locali.